# Тит Ливий Фруловези
Тит Ливий Фруловези, или Фруловизий (англ. Tito Livio Frulovisi, или Titus Livius of Forli, итал. Tito Livio da Forli, лат. Titus Livius de Frulovisi, или Titus Livius de Frulovisiis; около 1400 — 1456 или 1457) — итальянский поэт, историк и гуманист, автор «Жизни Генриха V» (лат. Vita Henrici Quinti).

## Биография
Настоящее имя не установлено. Родился около 1400 года в Форли недалеко от Феррары. Несмотря на то, что в сохранившихся посланиях к нему известный историк и гуманист Леонардо Бруни и венецианский юрист и клирик Пьетро Дель Монте называют его «феррарцем» (лат. Ferrariensis), английский историк и антикварий XVIII века Томас Хирн считал его выходцем из Фриули и называл «фриульцем» (лат. Forojuliensis).
Известно, что вскоре после рождения он вместе со своим отцом Доменико переехал в Венецию, где в 1414—1419 годах учился в школе Гуарино Гуарини да Верона вместе с Дель Монте и где написал свои первые произведения — комедии, ставившиеся ещё школярами. Затем изучал право в Падуанском университете. Свободно владел латынью и греческим. В акте из венецианского архива от 12 апреля 1429 года упоминается в качестве ректора школы в приходе Сан-Бассо.
В первой половине 1430-х годов служил нотариусом в Неаполе, вернувшись затем в Феррару, чтобы заниматься преподавательской работой и сочинительством. Поступил на службу к местному правителю Леонелло д’Эсте, которому посвятил свой диалог «О государстве» (лат. De Republica).
В 1436 году, совершив путешествие по Европе через Альпы, прибыл в Англию по приглашению Хэмфри Ланкастера, герцога Глостерского, поддерживавшего отношения со ставшим там незадолго до этого папским нунцием Пьетро дель Монте. Согласно письму к нему Леонардо Бруни от 13 декабря 1437 года, исполнял обязанности секретаря герцога. Сделавшись затем придворным поэтом Хэмфри Ланкастера, познакомил его с итальянской литературой и ораторским искусством, обратившись по его просьбе к биографии его брата — покойного короля Генриха V (1413—1422). Согласно утверждению Т. Хирна, ссылавшегося на некий несохранившийся документ, по завершении работы Фруловези представил своё сочинение королю Генриху VI, сделавшего его «одним из своих тайных советников».
В 1438 году покинул Англию, вернувшись на родину. В июле 1439 года ненадолго остановился в Венеции, откуда, будучи обременённым долгами, обратился за помощью к дель Монте. В 1442 году проживал в Милане при дворе герцога Филиппо Мария Висконти, к которому пытался поступить на службу, но ужиться с ним не смог. Отправился во Францию, где окончил факультет искусства и медицины в Тулузе, а затем переехал в Арагон, где проживал в Барселоне, изучая, в числе прочего, медицину.
Умер не ранее 1456 года, которым датировано письмо к нему в Венецию от Лодовико Фоскарини, просившего его о медицинской помощи.

## Сочинения
Из сочинений Тита Ливия Фруловези наиболее известна «Жизнь Генриха V» (лат. Vita Henrici Quinti), написанная в 1437 году на латыни и сопровождённая посвящением правящему королю Генриху VI.
Она считалась наиболее ранней посмертной биографией короля, хотя в основу её положена была анонимная рифмованная «Жизнь и деяния Генриха V» (лат. Vita et Gesta Henrici Quinti), приписывавшаяся английскому хронисту Томасу Элмхему (ум. 1427 или 1440).
Последнее сочинение, автора которого сегодня принято называть «Псевдо-Элмхемом», впервые издано было в 1727 году Томасом Хирном, а в 1858 году опубликовано Чарльзом А. Коулом в «Памятниках истории Генриха V» (англ. Memorials of Henry V). Среди других источников, использованных Фруловези, следует назвать латинскую прозаическую версию хроники «Брут», поэму «Осада Руана» Джона Пейджа, хроники Томаса Уолсингема, а также письма покойного короля, предоставленные ему герцогом Хэмфри Глостерским.
«Жизнь Генриха V» Фруловези вдохновила английских авторов на создание собственных биографий короля, сыграв важную роль в формировании его образа как идеального правителя, талантливого полководца и образцового рыцаря.
Уже в середине XV столетия сочинение Фруловези, получившее широкую известность не только в Англии, но и в Европе, перевёл на итальянский язык гуманист Пьетро Кандидо Дечембрио, а в начале XVI века, при короле Генрихе VIII, появился его английский перевод. Возможно, его использовал в оригинале или в пересказе других авторов Уильям Шекспир при работе над своей исторической хроникой «Генрих V» (1599). В 1716 году его опубликовал в Оксфорде с собственными комментариями вышеупомянутый Томас Хирн.
Из других произведений Фруловези, написанных в Англии, заслуживает интереса эпическая поэма Humfroidos (1438) в 1140 стихах гекзаметром, посвящённая подвигам герцога Глостерского в Столетней войне и носящая откровенно апологетический характер.
Вышеназванный диалог Фруловези «О государстве» (лат. De Republica, 1434), состоящий из философских бесед о наилучшем государственном устройстве с неаполитанскими графами Джорджо Алеманья и Оттино Караччоло, носит сугубо светский характер и развивает идеи Аристотеля о преимуществах трёх форм правления, монархии, демократии и олигархии. 
Фруловези отдаёт предпочтение первой, считая достоинствами монархии предотвращение распрей и наилучшее согласование общественных интересов, приводя также этический довод о том, что единая добродетель обладает заведомо большими возможностями, чем разделённая. По его мнению, добродетельный правитель осуществляет безграничную власть, исходя исключительно из государственных интересов, через разветвлённый институт профессиональных служащих. При отборе последних преимущество отдаётся не происхождению, а личным качествам, критерием которых, в соответствии с гуманистическими представлений, называется образованность. Исходя из патриотических идей, Фруловези ставит преданность родине выше преданности семье, сводя также к минимуму самостоятельность церкви. Признавая незыблемость сословных ограничений, он рекомендует монархам опираться преимущественно на средние слои, призывая защитить их права справедливыми законами, в частности, оградив от несправедливых налогов и ростовщичества. Опорой нравственного совершенствования общества Фруловези считает учителей, которые, по его мнению, должны обладать значительными привилегиями и щедро оплачиваться государством. Хотя идеальное государство Фруловези носит заметные черты сходства с синьориальным устройством итальянских городов-государств, в ряде своих признаков оно предвосхищает принципы позднейшего абсолютизма.
Рукопись диалога Фруловези сохранилась в собрании герцога Хэмфри, в значительной своей части поступившем в Бодлианскую библиотеку Оксфордского университета.
В собрании Колледжа Св. Иоанна в Кембридже сохранились рукописи семи латинских комедий Фруловези — «О кораллах» (лат. Corallaria), «Двое хромых» (лат. Claudii Duo), «Рынок» (лат. Emporia), «Симмаха» (лат. Symmachus), «Ораторская» (лат. Oratoria), «Путешествие» (лат. Peregrinatio) и «Евгений» (лат. Eugenius), — пять из которых написаны были между 1432 и 1435 годами в Венеции, а две последние, предположительно, в Англии.

## Публикации
- Opera hactenus inedita T. Livii de Frulovisiis de Ferraria. Edited by C. W. Previté-Orton. — Cambridge, 1932.
- Tito Livio Frulovisi. Oratoria. Edizione critica, traduzione e commento a cura di Cristina Cocco. — Firenze: Edizioni del Galluzzo, 2010.
- Tito Livio Frulovisi. Peregrinatio. Edizione critica, traduzione e commento a cura di Clara Fossati. — Firenze: Sismel-Edizioni del Galluzzo, 2012.
- Tito Livio Frulovisi. Emporia. Edizione critica, traduzione e commento a cura di Clara Fossati. — Firenze: Edizioni del Galluzzo, 2014.
- Tito Livio Frulovisi. Hunfreidos. Edizione critica, introduzione e commento a cura di Cristina Cocco. — Firenze: Sismel-Edizioni del Galluzzo, 2015. — 182 p. — ISBN 978-8884505897.